# Abd ar-Rahman I
Abd ar-Rahman I, Abd Ar-Rahman ibn Mu’awija ibn Hiszam ibn Abd al-Malik (arab. ‏عبد الرحمن الداخل‎, ur. 731 w Damaszku, zm. 788 w Kordobie) – emir al-Andalus w latach 756–788, założyciel dynastii Umajjadów kordobańskich
Był wnukiem kalifa damasceńskiego Hiszama. Jako jeden z nielicznych z rodu Umajjadów i jedyny jako męski członek rodu przeżył masakrę zgotowaną jego rodzinie przez dynastię Abbasydów w roku 750. Uciekł do Maghrebu i w 755 roku osiadł w Ceucie, gdzie dzięki poparciu Berberów stanął na czele armii arabskiej stacjonującej w Elwirze i Jaen. Wykorzystując niechęć Jemenitów do gubernatora Al-Andalus wywołał przeciwko niemu powstanie, które zakończyło się zwycięstwem Abd ar-Rahmana nad Gwadalkiwirem w 756 roku.

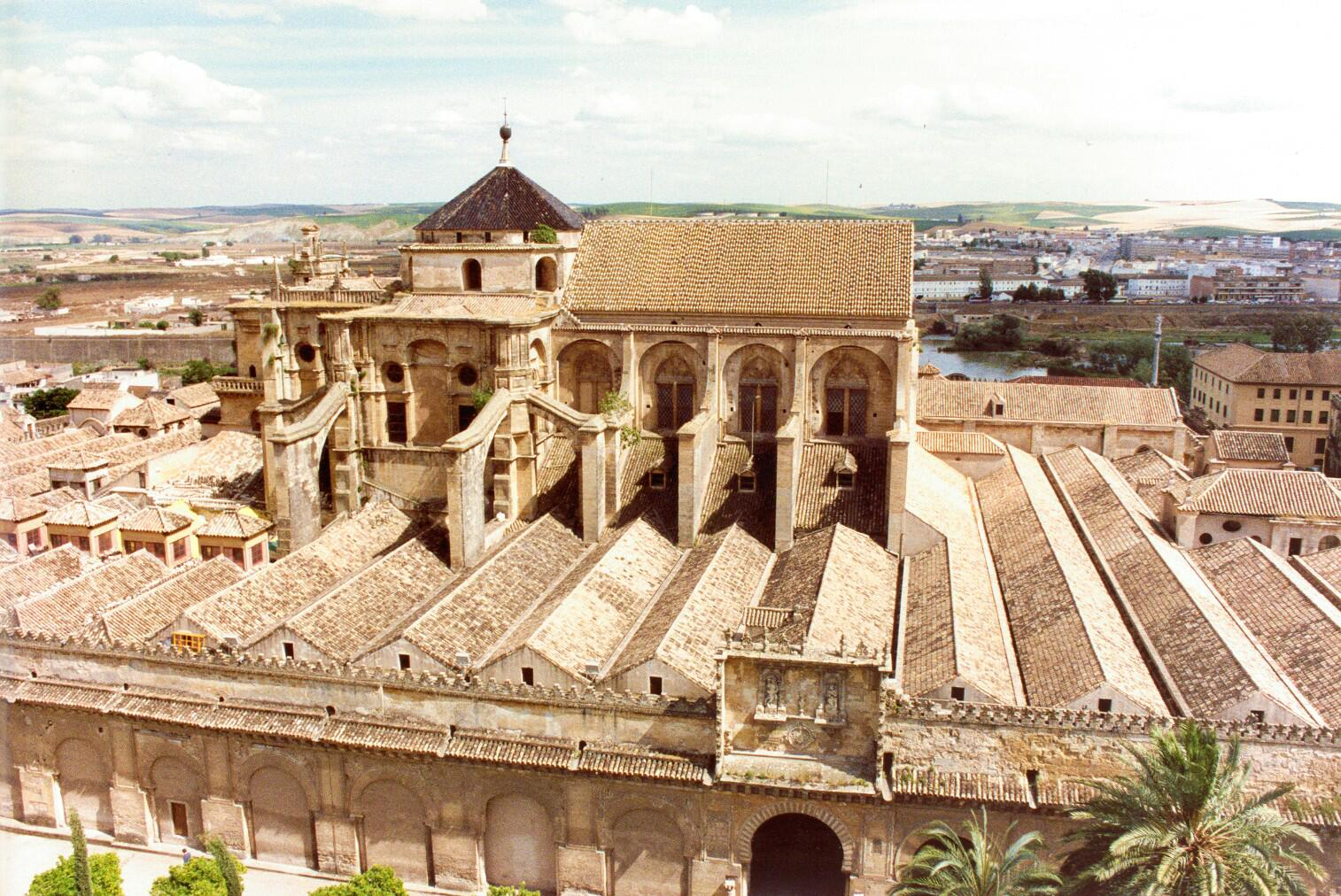
Wielki Meczet w Kordobie ufundowany w 786 roku przez Abd ar-Rahmana I

W 756 roku przyjął tytuł emira i opanował Kordobę. W 764 roku zdobył Toledo. Stłumił bunty i wymordował swoich przeciwników politycznych sympatyzujących z kalifatem Abbasydów. W 777 roku w bitwie pod Saragossą zwyciężył Karola Wielkiego i zmusił go do odwrotu z Hiszpanii. Po umocnieniu swojej pozycji na Półwyspie Iberyjskim zrzucił zwierzchnictwo Al-Mansura. Wykonał wtedy symboliczny gest pogardy dla kalifa bagdadzkiego, przysyłając mu w 763 roku głowę zabitego z jego rozkazu, lojalnego wobec Abbasydów, gubernatora al-Andalus, al-Ala ibn Mugita.
Zorganizował sprawną, dobrze zorganizowaną i wyćwiczoną armię, która miała pozwolić Umajjadom w przyszłości odzyskać tytuł kalifa. W Kordobie ufundował wiele budowli, które uczyniły to miasto największym w regionie. W jego czasach wzniesiono potężne mury miejskie, most na Gwadalkiwirze, pałac Munjat ar-Rusafa i Wielki Meczet zwany Mezquita. W utworzonym przez siebie państwie był tolerancyjny wobec chrześcijan i Żydów. W początkowym okresie swoich rządów skonfiskował jednak wszystkie majątki należące do kościoła katolickiego.
Jego następcą został jego syn Hiszam I.